# NIRCam

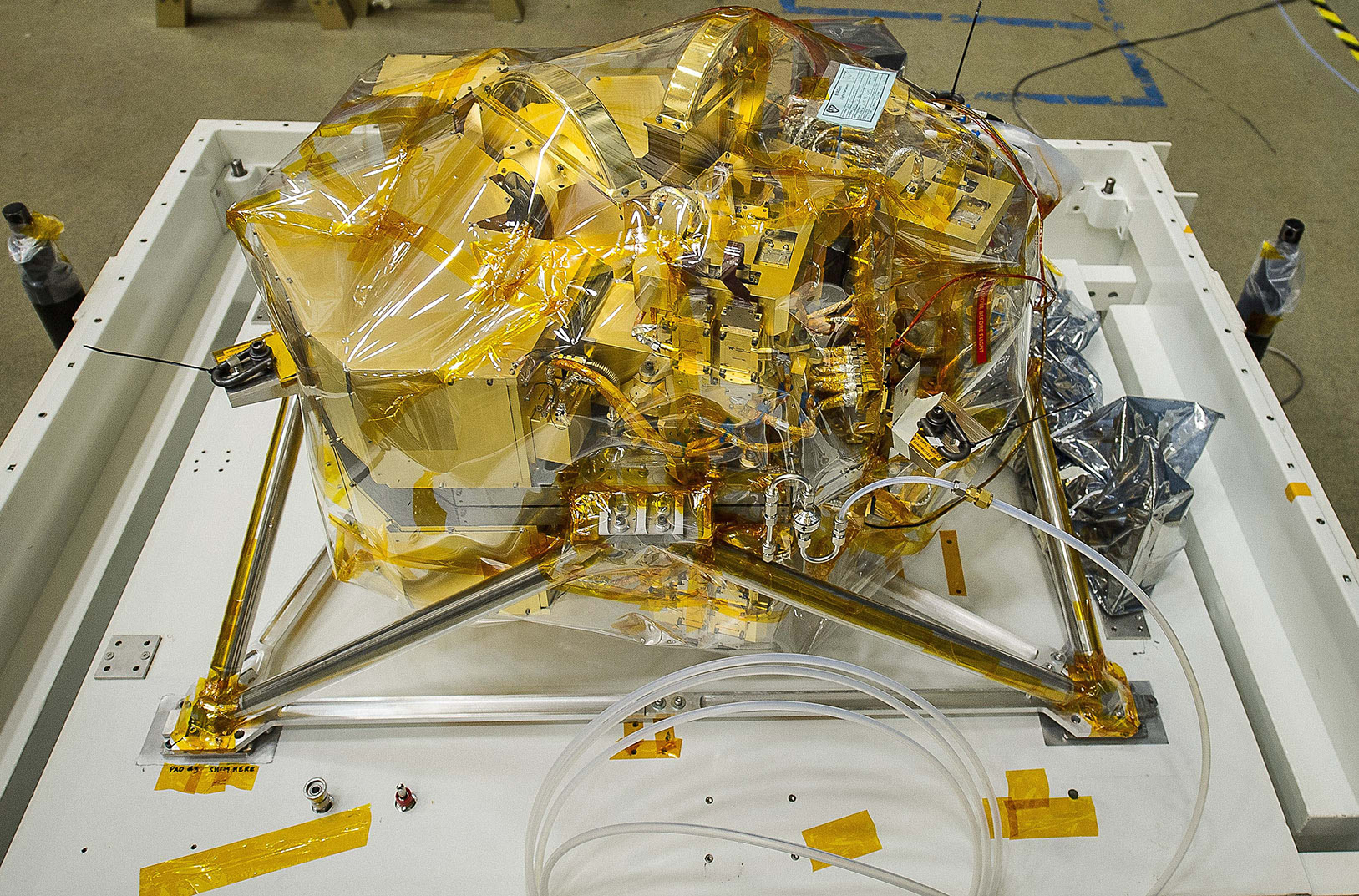
NIRCam у 2013

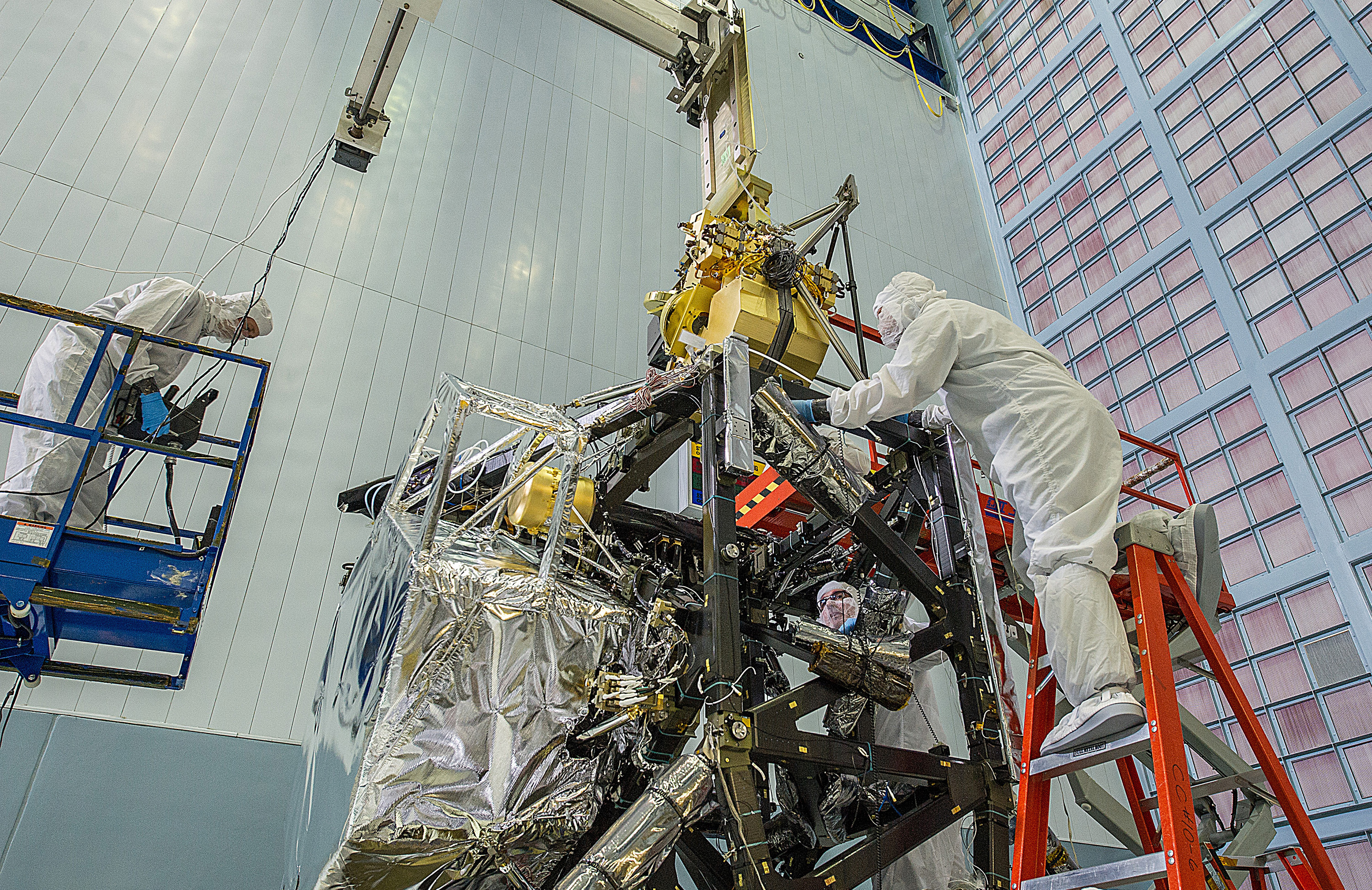
Монтаж NIRCam у 2014

NIRCam — це прилад на борту Космічного телескопа Джеймса Вебба. Він виконує дві основні задачі: як пристрій одержання зображення з довжиною хвилі від 0,6 до 5 мікрон і як датчик хвильового фронту, щоб підтримувати функціонування 18-секційних дзеркал як одне ціле. Іншими словами, це камера, яка також використовується для надання інформації вирівняйте 18 сегментів головного дзеркала.